# Танеев, Сергей Александрович
Сергей Александрович Танеев (1 (13) сентября 1821 — 1889) — русский государственный деятель из рода Танеевых, статс-секретарь (04.04.1865), действительный тайный советник (17.04.1877).

## Биография
Сын А. С. Танеева, троюродный брат композитора С. И. Танеева. Родился в Петербурге, крещен 5 сентября 1821 года в Владимирском соборе при восприемстве графа А. А. Аракчеева  и Е. Н. Танеевой. Получил первоначально домашнее воспитание, а в декабре 1835 поступил в открытое в том же году Императорское Училище правоведения. По окончании училища с чином титулярного советника в 1842 поступил на службу в канцелярию 1-го Департамента Сената.
В 1844 прикомандирован к российской дипломатической миссии в Неаполе и в 1846 пожалован в камер-юнкеры Высочайшего Двора. В том же году возвратился в Россию и был определён и. о. секретаря в 1-м Департаменте Сената, а вскоре затем переведен на службу в 1-е отделение Собственной Е. И. В. канцелярии в качестве старшего чиновника; в 1858 на него было возложено временное исполнение обязанностей управляющего этим отделением.
В 1859 и 1860 гг. находился в заграничной командировке по линии Министерства народного просвещения и по возвращении в Россию награждён орденом Св. Станислава 1-й степени. В 1862 году вторично командирован за границу для ознакомления с постановкой народного образования в Бельгии, Германии, Франции и Швейцарии. В том же году пожалован в статс-секретари Е. И. В. по случаю 50-летнего юбилея 1-го отделения Собственной Е. И. В. канцелярии, а вскоре назначен членом совета и помощником главного попечителя Императорского Человеколюбивого общества.
С 1863 года состоял членом Комитета призрения заслуженных гражданских чиновников. В 1865 году произведен в тайные советники. В 1866 году, после смерти отца, назначен и. о. управляющего 1-м отделением Собственной Е. И. В. канцелярии, а в 1867 утвержден в этой должности (занимал её до конца жизни). Ему принадлежит заслуга приведения в порядок дел архива 1-го отделения и издание «Сборника исторических материалов», извлеченных из этого архива (Санкт-Петербург, 1876, ч.1).
В 1873 году назначен председателем комиссии для пересмотра некоторых условий в порядке представления чиновников к наградам. За руководство делами по рассмотрению устава и штатов Покровской общины сестер милосердия ему в 1877 пожаловано было звание почетного члена общины.
В 1879году назначен членом Государственного совета с оставлением в занимаемых должностях. С 1881 года состоял председателем комиссии для пересмотра правил о награждении медалями. В 1882 избран почетным членом Общества Красного Креста. С 1883 года председательствовал в постоянной комиссии для распределения наград при Собственной Е. И. В. канцелярии. В 1884 году был назначен старшим членом комитета призрения заслуженных чиновников гражданского ведомства. За службу удостоен высших российских орденов, до ордена Св. Владимира 1-й степени включительно.
Женат был на Анне Васильевне Бибиковой (1827—28.04.1903), дочери генерал-майора В. А. Бибикова. Умерла от карциномы в Карлсруэ.  У них сыновья — Александр, композитор, отец известной Анны Вырубовой, Дмитрий (04.06.1866—23.07.1866) и дочь Надежда (15.06.1862, Дрезден— ?; фрейлина двора, замужем за Д. А. Эйхлером).
С. А. Танеев скончался в Санкт-Петербурге на 68-м году жизни; похоронен в Александро-Невской лавре. По отзывам современников, он был «аккуратнейший из аккуратнейших чиновников». «Говорят, что это был очень умный, дельный человек…»,— писал гр. С. Ю. Витте. По словам же статс-секретаря А. А. Половцова, отрицательно относившегося к Танееву, «самая ничтожная во всех отношениях личность, дошедшая до степеней известных только потому, что любят бессловесных. Самое изысканное подобострастие, соединенное с полною бездарностью,— вот справедливая характеристика этого канцеляриста, который не имел в жизни иной цели, как обделывание своих личных делишек вроде прибавки жалованья, устройства казенной квартиры или получения какой-нибудь ленты».

## Награды
- Орден Святого Владимира 3-й степени (17.04.1858)
- Орден Святого Станислава 1-й степени (22.09.1860)
- Орден Святой Анны 1-й степени (01.01.1864)
- Орден Святого Владимира 2-й степени (31.03.1868)
- Орден Белого орла (28.03.1871)
- Орден Святого Александра Невского (17.04.1874)
- Бриллиантовые знаки к ордену Святого Александра Невского (15.05.1883)
- Орден Святого Владимира 1-й степени (01.01.1888)
- Знак отличия беспорочной службы за XL лет (22.08.1887)

Иностранные:
- Сицилийский орден Франциска I (1846),
- Прусский орден Короны 1-й степени (1873).